# Heart’s Content Cable Station

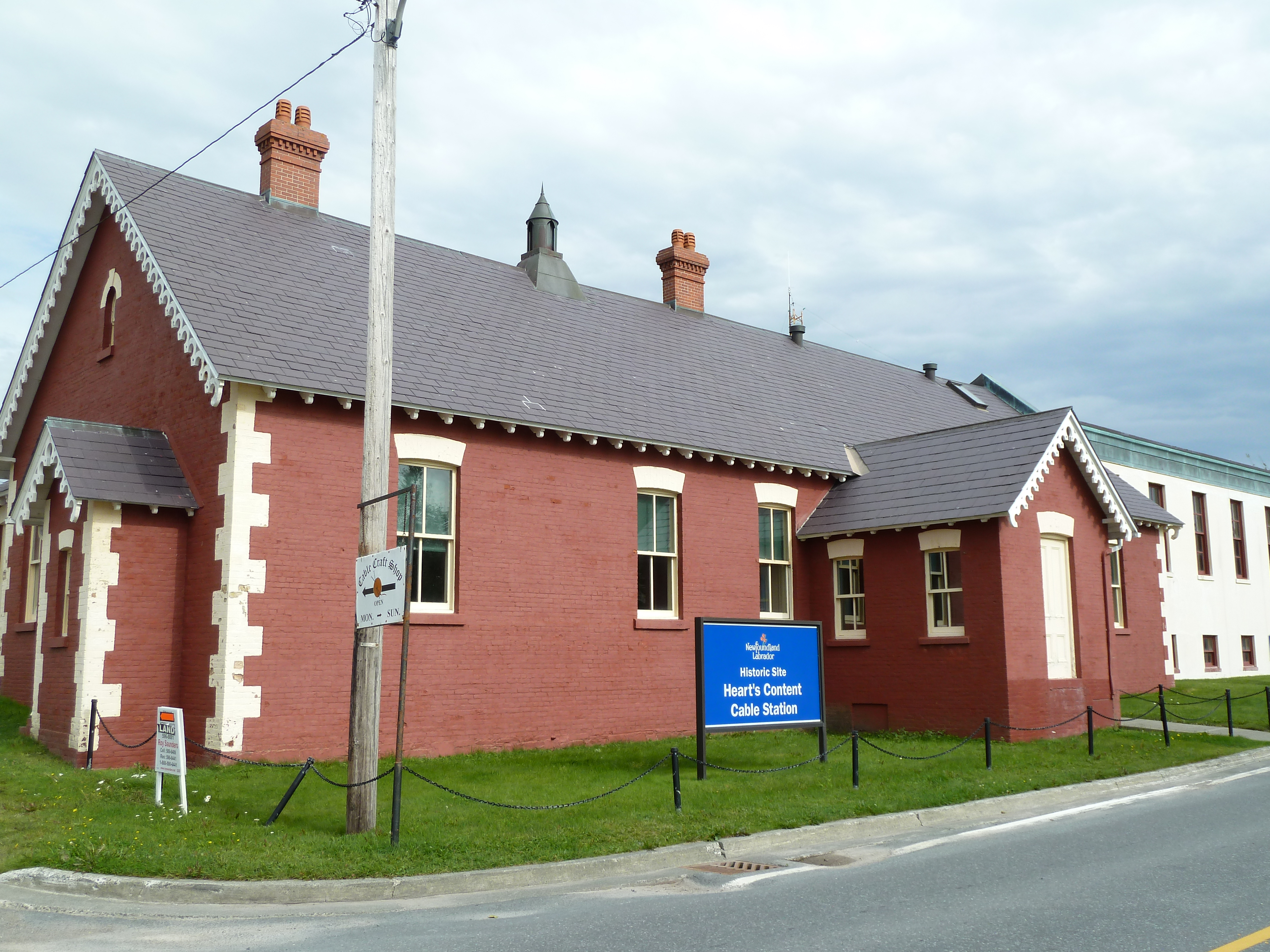
Die einstige Telegrafenstation ist heute ein Kulturdenkmal (2012)

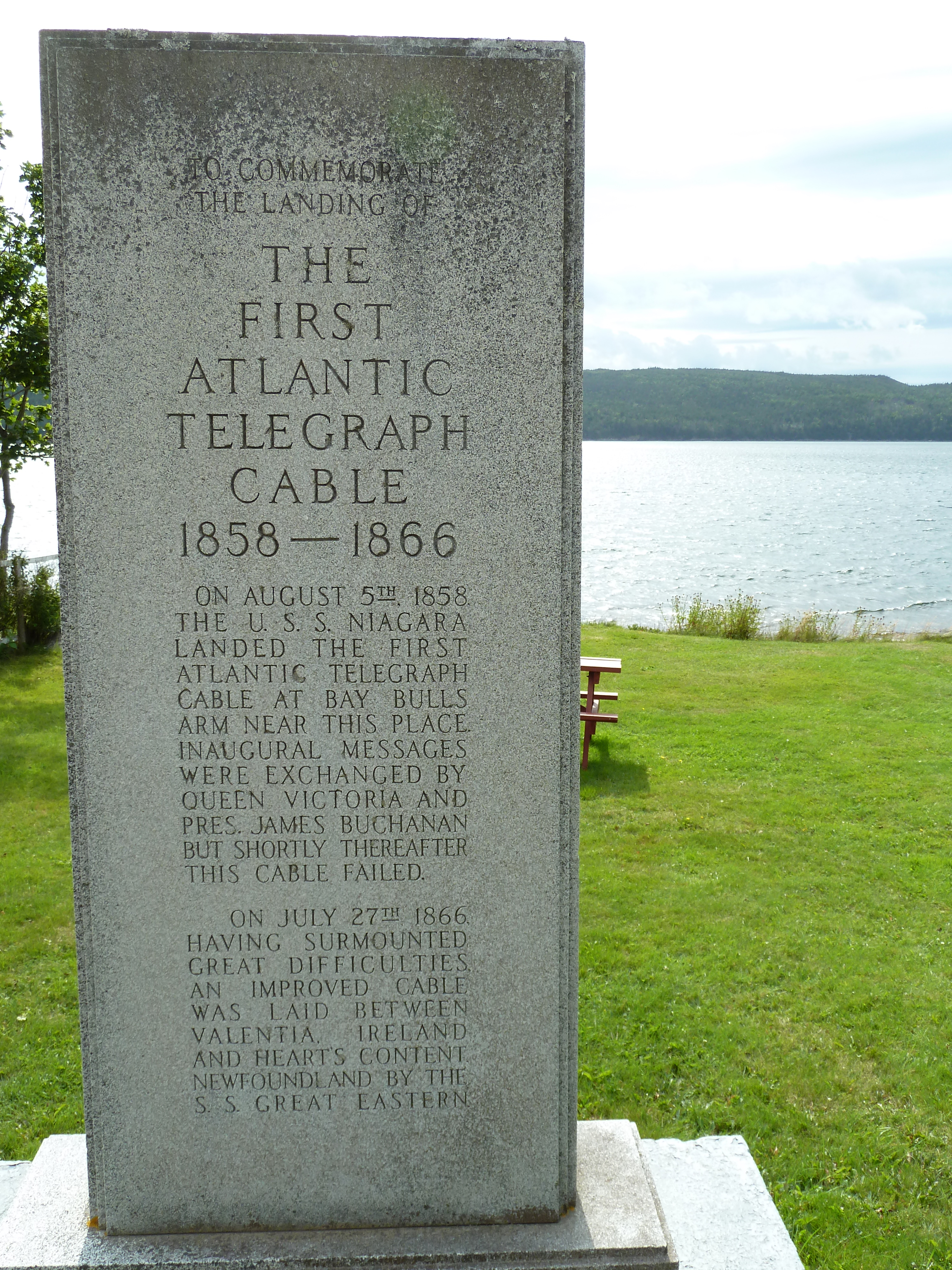
Gedenkstein am Ort der Anlandung des Seekabels (2012)

Die Heart’s Content Cable Station (deutsch Kabelstation von Heart’s Content) ist eine ehemalige Telegrafenstation auf der Halbinsel Avalon, dem östlichsten Teil von Neufundland. Heute ist sie ein Kulturdenkmal (englisch historic site).

## Geschichte
Am 27. Juli 1866 wurde in Heart’s Content das transatlantische Telegrafenkabel angelandet, das erstmals eine dauerhafte elektrische Telegrafenverbindung zwischen Nordamerika und Europa über ein durch den Atlantik verlegtes Seekabel ermöglichte. Dazu hatte man hier als Telegrafenstation ein hölzernes Gebäude errichtet, das zehn Jahre später, 1876, durch ein steinernes ersetzt wurde. Die Gegenstelle befand sich auf der anderen Seite des Ozeans in über 3000 km Entfernung auf Valentia Island an der Westküste Irlands.
Durch diese Telegrafenlinie verbesserte sich die Übertragungszeit von den gewohnten rund zehn Tagen, die ein übliches Dampfschiff benötigte, um von Europa eine Nachricht zu überbringen, auf nur noch wenige Minuten.
Rund ein Jahrhundert lang, bis in die 1960er-Jahre, war die Kabelstation von Heart’s Content ein globaler Kommunikationsknotenpunkt. Heute stellt sie ein kulturelles Zeugnis der Telekommunikationsgeschichte dar. Das ehemalige Dienstgebäude (rot) von 1876 sowie ein Anbau (weiß) aus dem Jahr 1918 sind erhalten und können besichtigt werden. Die dazugehörige Ausstellung konzentriert sich auf die Geschichte der Telegrafie und die Bedeutung von Heart’s Content in diesem Zusammenhang. Die Station ist während der Sommermonate täglich von 9:30 bis 17:00 Uhr geöffnet.